# Saltuarius
Saltuarius is een geslacht van hagedissen die behoren tot de gekko's en de familie Carphodactylidae.

## Naam en indeling
De wetenschappelijke naam van de groep werd voor het eerst voorgesteld door Patrick J. Couper, Jeanette Covacevich en Craig Moritz in 1993. Er zijn zeven soorten, inclusief de pas in 2013 voor het eerst wetenschappelijk beschreven soort Saltuarius eximius. De hagedissen werden eerder aan andere geslachten toegekend, namelijk Gymnodactylus en Phyllurus.
De geslachtsnaam Saltuarius betekent vrij vertaald 'bosbewoner'.

## Uiterlijke kenmerken
De hagedissen bereiken een lichaamslengte van ongeveer tien tot vijftien centimeter exclusief de staart. De hagedissen behoren tot de indrukwekkendste bladstaartgekko's, De hoornbladstaartgekko (Saltuarius cornutus) is met een totale lichaamslengte tot 23 centimeter een van de grootste soorten. De staart is zeer sterk verbreed en afgeplat en draagt net als de kop en het lichaam puntige bultjes. De staart kan worden afgeworpen en groeit dan weer aan maar deze is dan gladder en heeft minder geprononceerde stekeltjes. De lichaamskleur is onregelmatig gevlekt, zodat de dieren nauwelijks opvallen op de met korstmossen begroeide takken en stammen waarop ze leven.
De poten zijn lang en dun, ze dragen wel klauwtjes maar zijn niet voorzien van hechtlamellen zoals bij veel andere gekko's voorkomen. De ogen zijn relatief groot en hebben een verticale pupil.

## Levenswijze
De hagedissen zijn 's nachts actief en schuilen overdag in grotten waar ze nagenoeg onzichtbaar zijn op de wanden door de schutkleur. Tijdens het foerageren zitten ze met de kop naar beneden op boomstammen te wachten op voorbijkomende prooidieren.

## Verspreiding en habitat
De hagedissen komen endemisch voor in delen van Australië en leven hier alleen in staten New South Wales en Queensland. De habitat bestaat uit vochtige tropische en subtropische bossen, zowel in laaglanden als in bergstreken, gematigde bossen en droge tropische en subtropische bossen.

## Beschermingsstatus
Door de internationale natuurbeschermingsorganisatie IUCN is aan alle soorten een beschermingsstatus toegewezen. Zes soorten worden beschouwd als 'veilig' (Least Concern of LC) en een soort als 'bedreigd' (Endangered of EN).

## Soorten
Het geslacht omvat de volgende soorten, met de auteur en het verspreidingsgebied.
| Naam                                       | Auteur                                           | Verspreidingsgebied                     | Beschermingsstatus |
| ------------------------------------------ | ------------------------------------------------ | --------------------------------------- | ------------------ |
| Hoornbladstaartgekko (Saltuarius cornutus) | Ogilby, 1892                                     | Australië (Queensland)                  |                    |
| Saltuarius eximius                         | Hoskin & Couper, 2013                            | Australië (Queensland)                  |                    |
| Saltuarius kateae                          | Couper, Sadlier, Shea & Worthington Wilmer, 2008 | Australië (New South Wales)             |                    |
| Saltuarius moritzi                         | Couper, Sadlier, Shea & Worthington Wilmer, 2008 | Australië (New South Wales)             |                    |
| Saltuarius salebrosus                      | Covacevich, 1975                                 | Australië (Queensland)                  |                    |
| Saltuarius swaini                          | Wells & Wellington, 1985                         | Australië (New South Wales, Queensland) |                    |
| Saltuarius wyberba                         | Couper, Schneider & Covacevich, 1997             | Australië (New South Wales, Queensland) |                    |